# Ішмаель Калсакау
Алатой Ішмаель Калсакау (…) — вануатуський політик, що обіймає посаду прем'єр-міністра Республіки Вануату з 4 листопада 2022 року. 

 
Голова Союзу поміркованих партій Вануату. 

## Кар'єра
У 2005 році Калсакау був призначений юридичним радником «MCA Vanuatu», вануатського відтінку «Millennium Challenge Corporation». 

Калсакау був генеральним прокурором Вануату, але пішов у відставку, щоб взяти участь у парламентських виборах. 

Після програшу він повернувся на посаду генерального прокурора, що викликало занепокоєння Трансперенсі Інтернешнл. 
 
Після парламентських виборів 2012 року Калсакау стверджував, що троє міністрів, у тому числі Моана Каркасес Калосил, брали участь у підкупі голосів, щоб здобути кілька місць у Порт-Віла.

У 2014 році Калсакау був повторно призначений генеральним прокурором уряду Вануату. 

Калсаков був затверджений лідером опозиції в лютому 2016 року 

## Політичні позиції
Калсакау розкритикував пропозицію уряду запровадити податок на прибуток у Вануату, що призвело до того, що представник уряду закликав його піти у відставку за «оманливі заяви». 

Калсакау висловив скептицизм щодо збільшення участі Китаю у Вануату, а також щодо відсутності прозорості щодо позик з Китаю. 

## Сім'я
Двоє братів Калсакау — Ефраїм Касакау та Джошуа Каласакау  — також були обрані членами парламенту у 2016 році. 

Його батьком був перший головний міністр Джордж Калсакау, який брав участь у переговорах щодо незалежності Вануату від Франції та Великої Британії. 